# سانتانا، سائوتومه و پرنسیپ

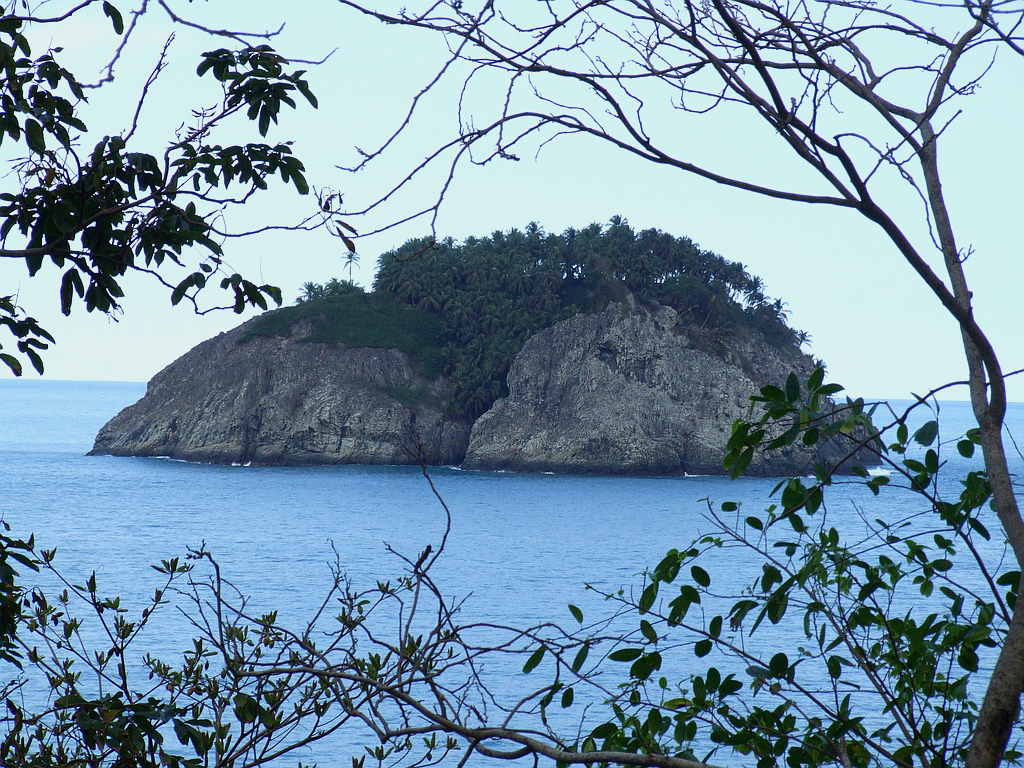
منطقهٔ مسکونی در سائوتومه و پرنسیپ

سانتانا، سائوتومه و پرنسیپ (به لاتین: Santana, São Tomé and Príncipe) یک منطقهٔ مسکونی در سائوتومه و پرنسیپ است که در Cantagalo District واقع شده‌است.

## خصوصیات
سانتانا، سائوتومه و پرنسیپ ۷٬۴۹۶ نفر جمعیت دارد و ۱۷۷ متر بالاتر از سطح دریا واقع شده‌است.

## خواهرخوانده
شهر کشکایش خواهرخواندهٔ سانتانا، سائوتومه و پرنسیپ هست.